# 명-네덜란드 분쟁

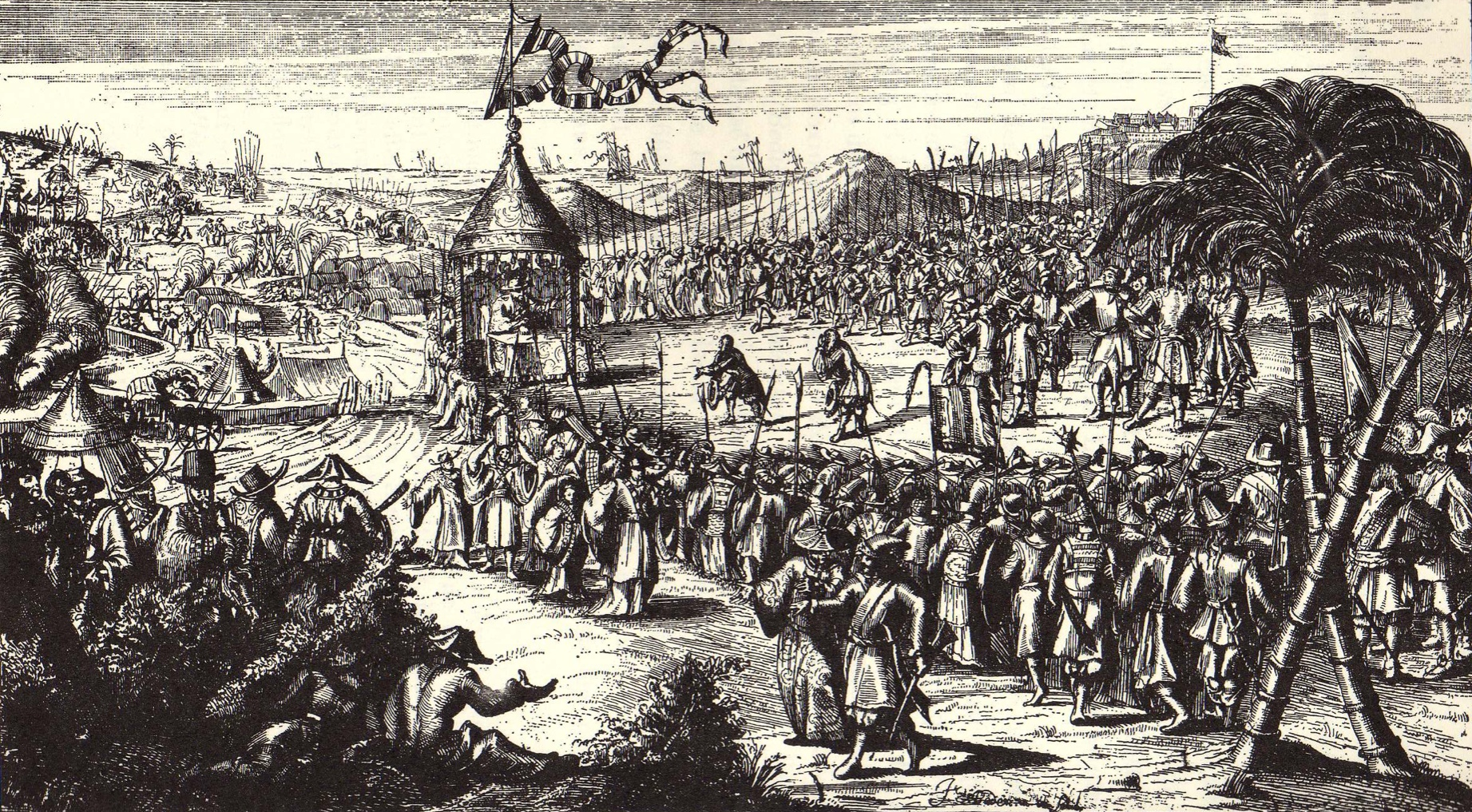
1662년 네덜란드군 병사들이 포르모사 질란디아(현재의 타이완 타이난시)에서 명나라 조정에 항복을 선언하는 모습을 묘사한 네덜란드의 삽화

명-네덜란드 분쟁은 1620년대, 1630년대, 그리고 1662년에 명나라와 네덜란드 동인도 회사가 무역권을 두고 벌인 분쟁이다. 네덜란드 상인들은 명나라가 자신들과의 교역을 허가해 줄 것을 바라며 분쟁을 일으켰으나, 결국에는 명나라 군대에 의하여 진압되었다.

## 분쟁

### 1620년대
네덜란드 동인도회사는 자신들의 무력을 사용하여 명나라가 푸젠성을 열어 자신들과 교역하도록 압박하려 하였다. 또한 그들은 명나라 조정이 마카오에 거주하는 포르투갈 상인들을 쫓아내 줄 것 또한 요구하였다. 명나라가 자신들의 요구를 받아들이지 않자, 네덜란드 군대는 1618년에 명나라 상선들을 공격하기 시작하였고, 포로들을 잡으며 명나라를 협상장에 끌어내기 위하여 노력하였으나 모두 무위로 돌아갔다.
네덜란드 군대는 1622년에 네덜란드-포르투갈 전쟁에서 마카오에서 포르투갈 군대에게 패배한다. 같은 해에 네덜란드인들은 펑후 현을 점령하고, 그 곳에 요새를 쌓은 후 중국에게 푸젠성의 항구들을 열어 교역을 허가해 줄 것을 끊임없이 요구하였다. 명나라 조정은 이를 거부하였고, 당시 푸젠성 부사였던 상주소는 오히려 네덜란드인들이 불법으로 점령한 펑후 현을 다시 명나라에 넘기고, 명나라가 네덜란드인들이 머물도록 허락했던 대만 본 섬으로 퇴거할 것을 명령하였다. 이는 네덜란드의 반발을 샀고, 1662년에서 1664년까지 약 2년 동안 전쟁을 불러 일으키는 계기가 되었다. 이 전쟁에서 네덜란드인들을 크게 패했고, 결국 펑후 현에서 쫓겨나 대만으로 퇴각할 수 밖에 없었다.
1662년에 네덜란드 정부는 만일 명나라가 펑후 현에서의 교역을 인정하며, 마닐라와의 공식적인 교류를 모두 중단하고, 바타비아와 캄보디아 지역에서 거주하고 있는 네덜란드인들과만 교역하겠다는 내용의 요구서를 받아들이지 않는다면 중국 동부 해안가의 도시들을 습격하여 약탈하겠다고 협박하였다. 하지만 네덜란드인들은 자신들이 비슷한 방법을 사용했던 동남아시아 지역의 소국들과는 달리, 명나라는 이러한 협박이 잘 먹히지 않는다는 것을 눈치챘고, 1662년에 푸젠 부사 상주소가 펑후 현에서 퇴거를 명하자 그해 10월에 군대를 동원하여 푸젠 성 해안 지역들을 약탈하려 하였다.
1623년에, 5척의 네덜란드 함대가 해안 지방을 약탈하러 출정하였으나, 결국 명나라에 패해 1척의 배를 잃고 일부 선원들을 포로로 잡히고 말았다. 명나라는 이후 그 포로들을 강제 노역을 시키는 등 엄중한 처벌을 내렸으며, 본디 5척이었던 항구 거주 함선을 6척을 늘려 총 11척으로 하여 방비를 강화하였다. 새로이 부임한 푸젠성 성주 남주이는 1623년 6월부터 네덜란드의 기습을 준비하기 시작하였고, 결국 이후 벌어진 전투에서 네덜란드 함대를 격파하고 그들의 사령관을 사로잡는 등 혁혁한 성과를 올렸다. 이후 명나라 진압군은 50여 척의 군선과 1만 명에 달하는 대군을 이끌고 펑후 현의 네덜란드 요새로 향했다. 네덜란드 군인들은 항복할 수 밖에 없었고, 결국 8월 3일에 평화협정을 체결하였고, 이후 10여 명의 포로들을 베이징으로 압송하여 열병식에 끌고 나온 후 처형하였다. 네덜란드 인들은 중국이 이토록 거세게 반격할 중 상상도 하지 못했다고 전해지는데, 이는 네덜란드 상인들이 동남 아시아 지역에서 보아왔던 중국군대에 대한 인식은 '소심한 오합지졸'에 불과했기 때문이었다.

### 1630년대
네덜란드 군대가 1620년대에 중국군에게 격퇴당한 이후, 네덜란드 인들은 한동안 중국에 입국하는 것이 금지될 정도로 심한 배척을 받았다. 하지만 이후 중국인 해적들 몇몇 함대가 네덜란드 군에 합류하며 다시 중국을 공격할 준비를 하며 전열을 가다듬기 시작하였고, 이후 선제공격을 벌였으나 또다시 대패하여 쫓겨났다. 이 전투에서 명나라 함대는 화약을 가득 담은 배들을 아무것도 없는 것처럼 위장하여 네덜란드 함대로 보내어 화포 공격을 퍼부어 승리하였다고 한다.

### 1660년대, 1670년대
1662년에는 네덜란드 인들은 대만섬 내부에서 명나라 군대와 전투를 벌였다. 수적으로 크게 불리했던 네덜란드 인들은 산지로 퇴각하여 중산에 있던 사찰을 파괴하고 약탈, 승려들을 죽이는 만행을 저질렀으며 이후 탈출을 시도하였다. 잇따른 전투 끝에, 명나라 군대는 34명의 네덜란드 선원들을 죽였으며 8명을 수장시켰다. 전체 네덜란드 인들 중 오직 20여 명 만이 일본으로 도망칠 수 있었으며, 그들은 나가사키에서 배를 타고 네덜란드로 귀환하였다고 전해진다.

## 같이 보기
- 찐-응우옌 분쟁